# Оружейный (бизнес-центр)
Многофункциональный комплекс «Оружейный» — деловой центр, расположенный по адресу Оружейный переулок, 41 в Тверском районе Центрального административного округа города Москвы.
После проведённого конкурса архитектором здания был выбран Михаил Посохин. Стилистика строения наследует традицию сталинских высоток, высотка стала очередной архитектурной доминантой города. Строительство началось в 2006-м, через два года было заморожено из-за кризиса, отделочные работы окончили в 2016 году. С 2017 года якорным арендатором выступает компания ПАО «МегаФон», которая также является владельцем половины бизнес-центра.

## История
В советское время на точках пересечения Садового кольца с вылетными магистралями предусматривалось строительство высотных зданий, призванных служить архитектурными доминантами. Проекты высотки на пересечении кольца с Долгоруковской улицей (в 1924—1992 году именовавшейся Каляевской) разрабатывались с начала 1970-х, среди предложенных вариантов были и копии сталинских высоток, и «дом-книжка», и современный 100-этажный небоскрёб, но проекты не были воплощены и на месте будущего «Оружейного» располагался пустырь. В 1995 году в период руководства Юрия Лужкова вопрос строительства на перекрёстке вернулся в повестку московского стройкомплекса, и пустовавший участок был разбит на два: первый достался компании «Дон-строй» для строительства офисного центра, второй — компании «Дизар» для возведения гостиницы. По первоначальному проекту здания должны были образовывать единый ансамбль, огибающий исторический доходный дом А. В. Лобозева (1911—1912, архитектор Э.-Р. К. Нирнзее), но во время подготовительных работ на участке «Дизара» строители снесли руины дома-кузницы XVIII—XIX веков, входившей в список подлежащих восстановлению памятников истории, за что компанию оштрафовали, право на строительство аннулировали, и на месте второго участка разбили сквер.
Для выбора архитектурного проекта «Дон-строй» обратился к устоявшейся внутренней практике: объявил оплачиваемый конкурс концепций, в котором помимо российских архитекторов приняло участие архитектурное бюро Ричарда Роджерса, сооснователя стиля «хай-тек» в архитектуре и соавтора проекта Центра Помпиду в Париже. Однако заказчик захотел здание, стилистически связанное с предшествовавшей московской застройкой, и в 2003 году остановил выбор на проекте Михаила Посохина из «Моспроекта-2». Строительство началось в 2006 году, но в 2008 году на фоне экономического кризиса «Дон-строй» столкнулся с проблемами при возврате кредитов банку ВТБ и прекратил работы. Балочный каркас недостроенного «Оружейного» на годы стал частью высотной панорамы Москвы, нарушив перспективы Садового кольца, Тверской улицы, Малой и Большой Дмитровки, Петровского бульвара и Трубной площади, нависая над садом «Эрмитаж» и Московским Кремлём.

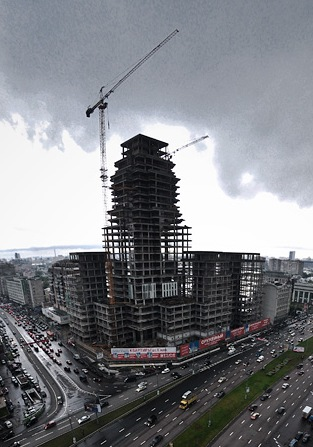
Строительство здания, 2009 год

В 2009—2011 годах в рамках реструктуризации задолженности «Дон-строй» передал ВТБ часть дочернего предприятия «Дон-строй-инвест», которое занималось строительством жилой недвижимости, а также обязался погасить долг перед «Сбербанком» за счёт продажи строящихся и построенных коммерческих площадей входящей в группу компании «ДС-Девелопмент». В 2013 году собственником здания стала компания «Садовое кольцо», с 2011 года находящаяся под управлением Сбербанка; генеральным подрядчиком стал подконтрольный банку «Сберегательный капитал». Сообщалось, что строительство было возобновлено на средства Сбербанка и структур бизнесмена Алишера Усманова. После окончания строительства Сбербанк планировал разместить в «Оружейном» свой офис, также в 2012 году предварительный договор об аренде площадей в здании заключил «Мегафон». В соглашении была зафиксирована выгодная на тот момент стоимость квадратных метров в долларах, после 2014 года оператор сотовой связи настоял на пересмотре условий и договорённость была достигнута с условием, что компания приобретёт половину акций компании-собственника бизнес-центра. Сделка по приобретению 49,999 % офшорной компании, владеющей «Садовым кольцом» за 282 миллиона долларов, состоялась в октябре 2010 года и стала крупнейшим инвестиционным соглашением на рынке коммерческой недвижимости России.
Строительные работы завершились в 2015 году, отделочные — в 2016. В 2016 году по инициативе заместителя мэра Москвы по градостроительной политике Марата Хуснуллина на здание был установлен 35-метровый шпиль, который не был предусмотрен оригинальным проектом и появился в 2014 году. В IV квартале 2016 года в здание заехали якорные арендаторы: «Сбербанк», «Мегафон» и фитнес-клуб World Class, который занял 3 тысячи м² на нижних этажах здания. В сентябре 2017 года перед зданием в Оружейном сквере был установлен памятник советскому конструктору Михаилу Калашникову, создателю «автомата Калашникова» (АК-47). Создателем монумента высотой 7,5 метров стал народный художник России Салават Щербаков, автор памятника князю Владимиру на Боровицкой площади.

## Архитектура

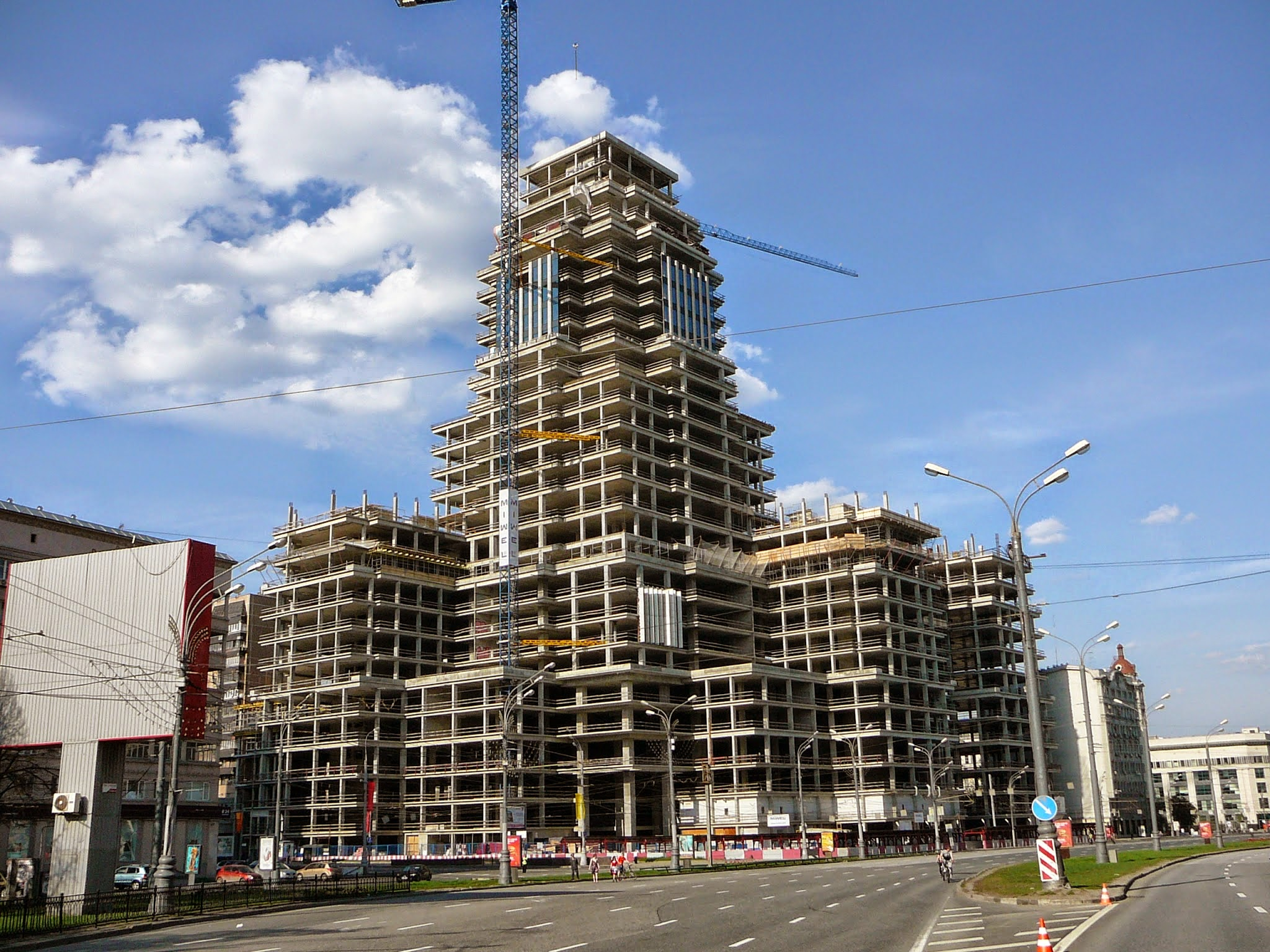
2014 год

«Оружейный» — железобетонное здание в неосталинском стиле с полностью остеклённым фасадом, состоящее из основного 28-этажного корпуса и двух 13-этажных. Ниже уровня земли располагается 6-уровневая парковка, вмещающая 1233 машины, над ней находится торговая зона с магазинами, ресторанами (на 1—2 этажах) и фитнес-клубом (на 3—4 этажах), выше — 120 тысяч м² офисных помещений. Этажи имеют правильную форму и небольшую глубину, что вместе со сплошным остеклением фасада обеспечивает хорошее дневное освещение. В здании 38 лифтов. Здание оборудовано приточно-вытяжной вентиляцией и центральным кондиционированием с возможностью выбора режима кондиционирования и температуры в помещениях. Общая площадь комплекса — 183 тысячи м², высота вместе с 35-метровым шпилем — 165 метров, что формально позволяет отнести его к небоскрёбам.

### Оценка
Строящийся многофункциональный комплекс привлёк широкое внимание в конце 2000-х, когда работы остановились на этапе возведения железобетонного каркаса. Ещё тогда здание стало одним из самых обсуждаемых «долгостроев» Москвы, а завершённый проект вызывал полярную реакцию и жителей города и представителей профессионального сообщества. За необычный вид «Оружейный» называли «бетонной пирамидой Хеопса», «башней Иштар», «нагромождением коробок», «зиккуратом», «Мордором» и «башней Зла». Сторонники разных точек зрения ругали и хвалили здание за одно и то же: монументальность, сходство с сталинскими высотками и американскими небоскрёбами. Например, сам Михаил Посохин отмечал, что коллектив «Моспроекта» намеренно ориентировался на архитектурную традицию сталинского периода, которую дополнил современными материалами и элементами ар-деко, а архитектурный критик и партнёр конструкторского бюро «Стрелка» Григорий Ревзин охарактеризовал неосталинскую стилистику здания архитектурной халтурой и назвал её комплексом неполноценности по отношению к высотной сталинской архитектуре.
Претензии к «Оружейному» не ограничивались неоднозначным архитектурным решением. Профессор Высшей школы экономики Сергей Медведев называл многофункциональный комплекс «Дворцом Советов путинской эпохи» и называл его строительство преступлением с транспортной и средовой точки зрения: по его словам, появление «Оружейного» только усугубило дорожные пробки в районе, разрушило существовавшие перспективы и красные линии и по разрушительности для городской среды было сравнимо с застройкой Нового Арбата. Недостатки расположения делового центра признавали и московские власти: в 2012 году заместитель мэра Москвы по градостроительной политике Марат Хуснуллин отметил, что разрешение на строительство на пересечении Садовой-Каретной и Долгоруковской улиц было градостроительной ошибкой, в том числе из-за того, что въезд и выезд машин из огромной подземной парковки будет провоцировать пробки в часы пик. По словам Хуснуллина, город отказался от сноса строившегося «Оружейного» из-за необходимости выплаты 2—3 миллиардов рублей компенсации инвестору, что сказалось бы на других московских стройках, финансируемых по линии городского бюджета.
Среди людей, критически высказывавшихся об «Оружейном», был блогер и урбанист Илья Варламов: его недовольство вызвало сплошное зеркальное остекление фасадов. Тем не менее, в августе 2017 года по итогам голосования на портале «Активный гражданин» «Оружейный» занял первое место в номинации «Народный выбор» городского конкурса «Лучший реализованный проект в области строительства» в категории офисных зданий и деловых центров, получив поддержку 40,82 % участников.